# Faramea sessilifolia
Faramea sessilifolia là một loài thực vật có hoa trong họ Thiến thảo. Loài này được (Kunth) DC. mô tả khoa học đầu tiên năm 1830.